# Chaperon (huvudbonad)

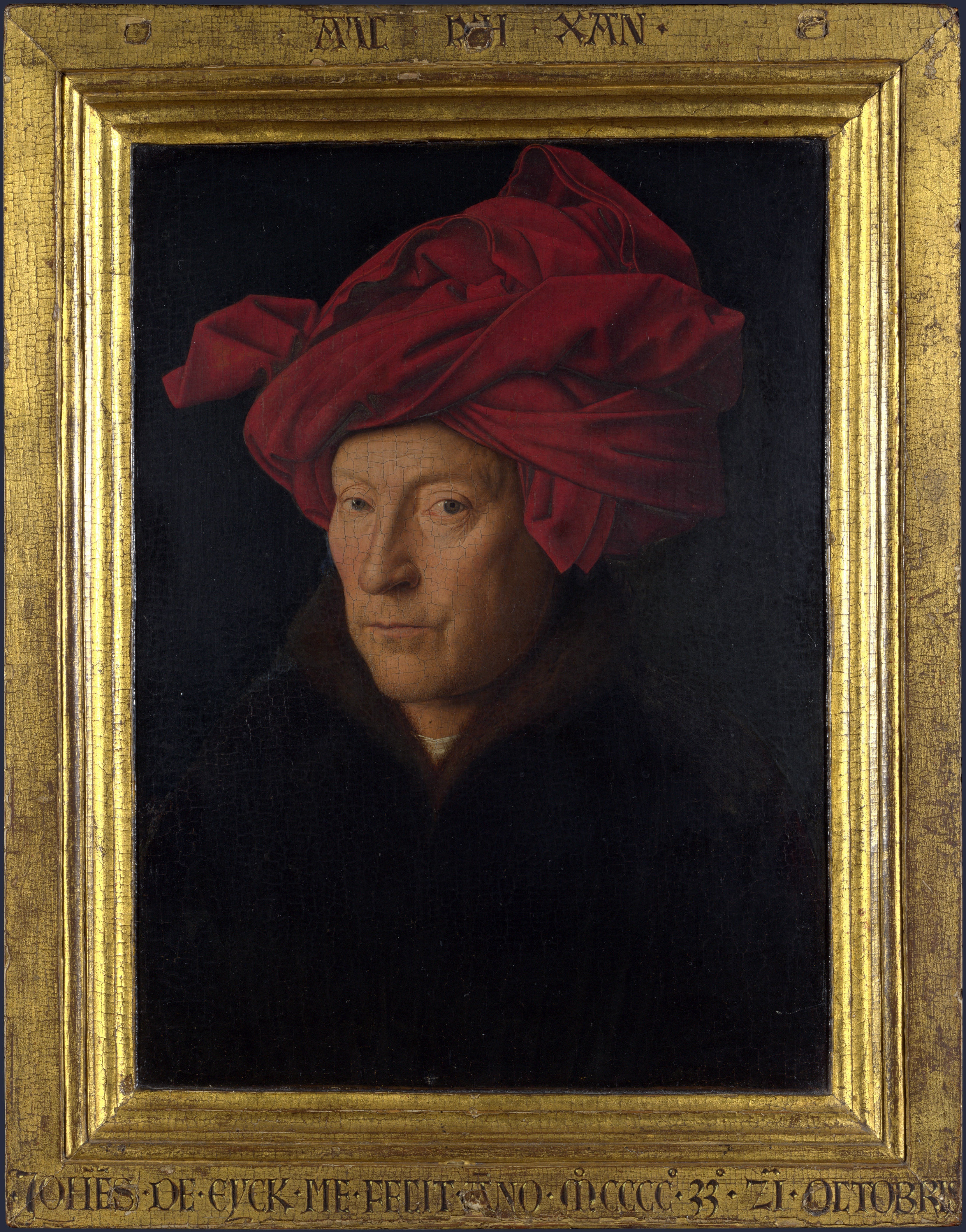
Chaperon på det förmodade självporträttet av Jan van Eyck.

Chaperon, eller chaperong, är en huvudbonad bestående av en mer eller mindre avancerad tygkreation som täcker huvud och hals. Den bars av både män och kvinnor under 1400-talet i Frankrike och Burgund.